# Codice violato
Codice violato (Breach of Conduct) è un film per la televisione del 1994 diretto da Tim Matheson. Il film è noto anche con il titolo Tour of Duty.

## Trama
Helen Lutz sta per raggiungere il marito Ted nella base militare di Fort Benton, ma, al suo arrivo trova il colonnello Andrew White con il quale passa alcune ore in attesa del ritorno di Ted. Da quel giorno il colonnello comincia a spedire stranamente in missione Ted, per sedurre Helen.